# Ébreuil
 Ébreuil  là một xã ở tỉnh Allier thuộc miền trung nước Pháp.